# Lorenzo Raimundo Parodi
Lorenzo Raimundo Parodi (* 23. Januar 1895 in Pergamino; † 21. April 1966 in Buenos Aires) war ein argentinischer Agraringenieur und  Botaniker. Sein offizielles botanisches Autorenkürzel lautet „Parodi“.

## Leben und Wirken
Lorenzo Raimundo Parodi war der erste Erforscher der Flora Paraguays. Er war auf die Pflanzenfamilie der Süßgräser (Gramineae) spezialisiert. Von 1934 bis 1962 war er Herausgeber der Zeitschrift Revista Argentina de Agronomía. 

## Ehrungen
1942 wurde Parodi in die American Academy of Arts and Sciences gewählt.
Nach ihm sind benannt:
- Parodianthus Tronc. aus der Familie der Verbenaceae
- Parodiodoxa O.E.Schulz aus der Familie der Kreuzblütler (Brassicaceae)
- Lorenzochloa Reeder & C.Reeder, Parodiella Reeder & C.Reeder, Parodiochloa C.E.Hubb., Parodiolyra Soderstr. & Zuloaga, Parodiophyllochloa Zuloaga & Morrone und Raimundochloa A.M.Molina aus der Familie der Süßgräser (Poaceae)
- Parodiodendron Hunz. aus der Familie der Wolfsmilchgewächse (Euphorbiaceae)
- Bromus parodii Covas & Itria

## Schriften (Auswahl)
- Notas sobre las especies de Briza de la Flora argentina. In Revista de la Facultad de Agronomía y Veterinaria de la Universidad de Buenos Aires. 1920.
- Albert Spear Hitchcock (1865–1935). In: Revista Argentina de Agronomía. 1936.
- El origen geográfico de algunas Gramíneas coleccionadas por Don Luis Née, en su viaje alrededor del mundo. In: Revista Argentina de Agronomía. 1947.
- Robert Pilger (1876–1953). In: Revista Argentina de Agronomía. 1953.
- Thaddaeus peregrinus Haenke a dos siglos de su nacimiento. In: Anales de la Academia Nacional de Ciencias Exactas, Físicas y Naturales, Buenos Aires. 1964.

## Nachweise
- Umberto Quattrocchi: CRC World Dictionary of Grasses: Common Names, Scientific Names, Eponyms, Synonyms, and Etymology. 3 Bände, 2006. ISBN 0849313031.
- Walther Haage: Kakteen von A bis Z. 3. Auflage, Quelle & Meyer Verlag: Heidelberg,  1986. ISBN 3-494-01142-7
- Robert Zander: Zander Handwörterbuch der Pflanzennamen. Hrsg. von Fritz Encke, Günther Buchheim, Siegmund Seybold. 14., neubearbeitete und erweiterte Auflage. Eugen Ulmer, Stuttgart 1993, ISBN 3-8001-5063-8.

## Weiterführende Literatur
- Diego Medan: The scientific letters of Lorenzo R. Parodi. In: Darwiniana. Band 4, Nr. 1, 2016, S. 31–44 (doi:10.14522/darwiniana.2016.41.699).